# Mihai Marinescu

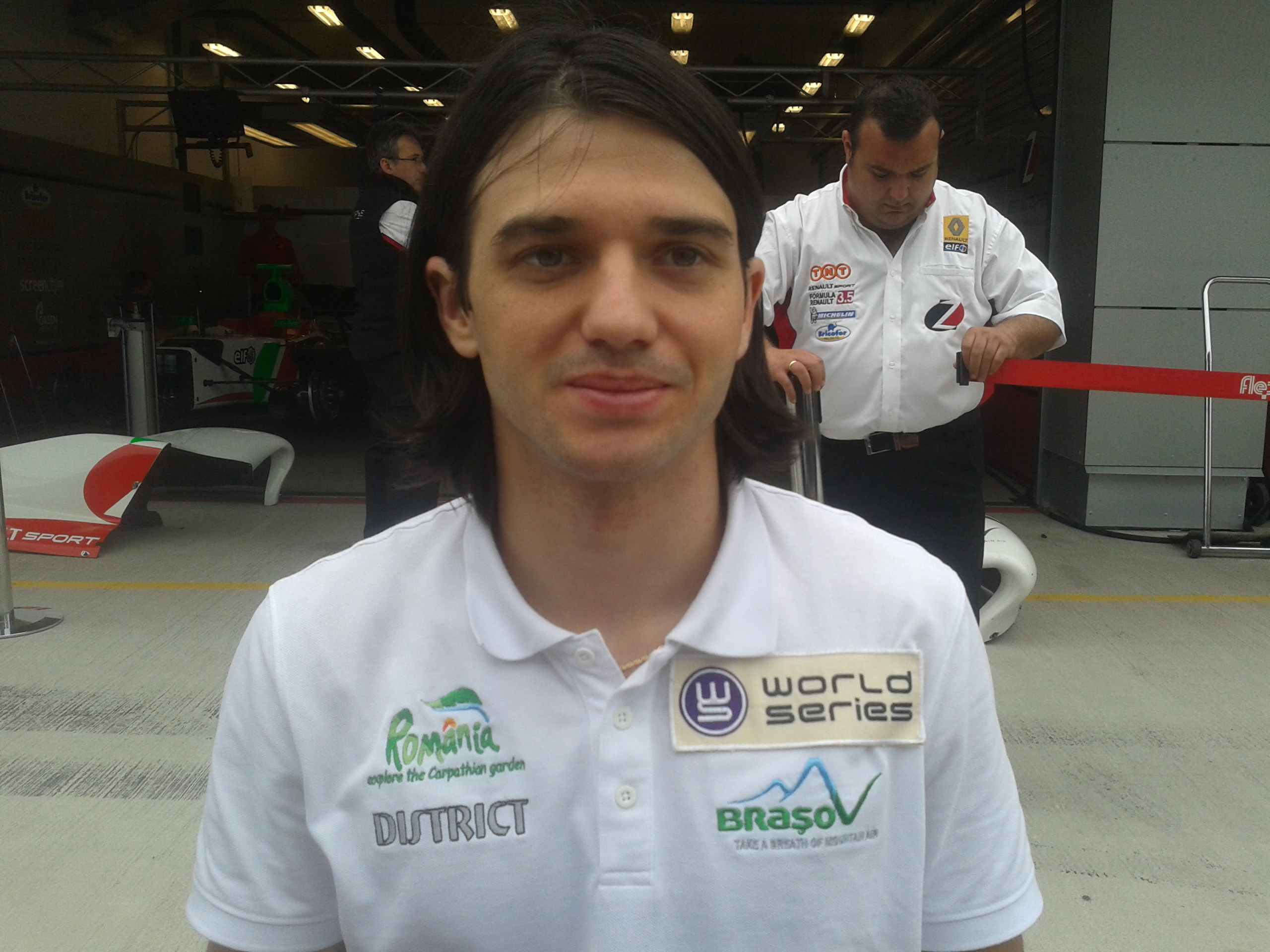
Mihai Marinescu

Mihai Marinescu (Brașov, 25 januari 1989) is een Roemeens autocoureur.

## Carrière
- 2005: Italiaanse Formule Junior 1600, team AP Motorsport (2 overwinningen, 2e in kampioenschap).
- 2005: Italiaanse Formule Renault 2.0 Winterklasse, team AP Motorsport.
- 2005: Belgische Formule Renault 1.6, team District Racing (3 overwinningen, 3e in kampioenschap).
- 2005: Eurocup Formule Renault 2.0, team Prema Powerteam (4 races).
- 2006: Italiaanse Formule Renault 2.0, team AP Motorsport.
- 2006: Formule Renault 2.0 NEC, team Petrom District Racing.
- 2006: Franse Formule Renault 2.0, team Petrom District Racing (3 races).
- 2007: Eurocup Formule Renault 2.0, team Petrom District Racing AP.
- 2007: Italiaanse Formule Renault 2.0, team Petrom District Racing AP.
- 2007: Britse Formule 3-kampioenschap Nationale klasse, team Räikkönen Robertson Racing (2 races).
- 2008: Formule BMW Europa, team Fisichella Motor Sport International.
- 2008: Formule BMW Amerika, team Integra Motorsports (2 races).
- 2008: International Formula Master, team Pro Motorsport (2 races).
- 2008: Formule BMW Pacific, team Motaworld Racing (1 race, 1 poleposition, 1 overwinning).
- 2009: Formule Renault 3.5 Series, teams Interwetten Racing (9 races) en RC Motorsport (2 races).
- 2010: Formule 2, team MotorSport Vision.
- 2011: Formule 2, team MotorSport Vision (1 overwinning).
- 2012: Formule 2, team MotorSport Vision (2 overwinningen).
- 2013: Formule Renault 3.5 Series, team Zeta Corse.